# Scotopteryx proximaria
Scotopteryx proximaria là một loài bướm đêm trong họ Geometridae.